# Budišići (Foča, BiH)
Budišići su naseljeno mjesto u općini Foča, Republika Srpska, BiH. Popisano je kao samostalno naselje na popisu 1961., a na kasnijim popisima ne pojavljuje se, jer je 1962. pripojeno Ječmištima (Sl.list NRBiH, br.47/62). Blizu je granice sa Srbijom. Jugozapadno su rudnici Šuplja stijena. Okolna naselja su Ječmišta, Čelebići i Rijeka.

## Stanovništvo
| Narod     | Popis 1961. |
| --------- | ----------- |
| Hrvati    |             |
| Muslimani | 13          |
| Srbi      |             |
| ostali    | 7           |
| Ukupno    | 20          |